# 게임브리오 엔진 게임 목록
다음은 게임브리오를 기반으로 개발된 비디오 게임 목록이다.
| 제목                                    | 제작사                            | 출시일           | 장르                     | 플랫폼                          |
| --------------------------------------- | --------------------------------- | ---------------- | ------------------------ | ------------------------------- |
| H.A.V.E 온라인                          | SK 아이미디어                     | 미정             | 3인칭 슈팅 게임          | 윈도우                          |
| W 베이스볼                              | 그라비티                          | 2007년 8월 23일  | 야구 게임                | 윈도우                          |
| 글라디우스                              | 동양게임즈                        | 미정             | 액션 게임                | 윈도우                          |
| 다크 에이지 오브 카멜롯                 | 미식 엔터테인먼트                 | 2001년 10월 10일 | MMORPG                   | 윈도우                          |
| 댄스 온 브로드웨이                      | 롱테일 스튜디오, 아이라이브       | 2010             | 리듬 게임                | PS3, Wii                        |
| 데드식스                                | 지팍스                            | 2010년 9월 7일   | 전투 비행                | 윈도우                          |
| 디바인 소울                             | 게임프릭                          | 미정             | MMORPG                   | 윈도우                          |
| 디비니티 2: 에고 드라코니스             | 레이리안 스튜디오                 | 2009년 11월 20일 | 롤플레잉 게임            | 윈도우, Xbox360                 |
| 디펜스 그리드: 더 어웨이크닝            | 히든 패스 엔터테인먼트            | 2008년 12월 8일  | 전략 타워 디펜스 게임    | 윈도우, XBLA, 매킨토시          |
| 드래고니카                              | 바른손인터랙티브                  | 2010년 9월 8일   | MMORPG                   | 윈도우                          |
| 라그나로크 온라인 2: 레전드 오브 세컨드 | 그라비티                          | 2012년           | MMORPG                   | 윈도우                          |
| 라제스카                                | 액토즈소프트                      | 미정             | MMORPG                   | 윈도우                          |
| 레고 유니버스                           | 레고 그룹                         | 2010년 10월 16일 | MMORPG                   | 윈도우, 매킨토시                |
| 레드블러드                              | 빅스푼코퍼레이션                  | 2012년           | MMORPG                   | 윈도우                          |
| 레퀴엠 온라인                           | 그라비티                          | 2007년           | MMORPG                   | 윈도우                          |
| 리프트 온라인                           | 트리이온 월드                     | 2011년 3월 1일   | MMORPG                   | 윈도우                          |
| 머큐리: 레드                            | 초이락 게임즈                     | 2012년 예정      | 1인칭 슈팅 게임          | 윈도우                          |
| 문명 IV                                 | 피렉시스 게임                     | 2005년 10월 25일 | 턴제 전략 게임           | 윈도우, 매킨토시                |
| 문명 IV: 비욘드 더 소드                 | 피렉시스 게임                     | 2007년 7월 18일  | 턴제 전략 게임           | 윈도우, 매킨토시                |
| 문명 IV: 워로드                         | 피렉시스 게임                     | 2006년 7월 24일  | 턴제 전략 게임           | 윈도우, 매킨토시                |
| 문명 IV: 콜로니제이션                   | 피렉시스 게임                     | 2008년 9월 22일  | 턴제 전략 게임           | 윈도우, 매킨토시                |
| 문명 레볼루션                           | 피렉시스 게임                     | 2008년 6월 13일  | 턴제 전략 게임           | PS3, Xbox360, NDS, iOS          |
| 바디첵                                  | 그라비티                          | 2007년 6월 28일  | 하키 게임                | 윈도우                          |
| 블랙샷                                  | 엔트리브 소프트                   | 2007년 11월 15일 | 1인칭 슈팅 게임          | 윈도우                          |
| 블리: 스쿨러쉽 에디션                   | 락스타 뉴 잉글랜드, 락스타 토론토 | 2008년 3월 3일   | 액션 게임                | 윈도우, Xbox360, Wii            |
| 샤인 온라인                             | 아라곤네트웍스                    | 2006년 4월 27일  | MMORPG                   | 윈도우                          |
| 수라 온라인                             | 엔에스엔터테이먼트                | 미정             | MMORPG                   | 윈도우                          |
| 슈퍼스타K 온라인                        | 초이락 게임즈                     | 2011년 6월 28일  | 리듬 게임                | 윈도우                          |
| 스플래터하우스                          | 반다이 남코 게임스                | 2010년 11월 23일 | 서바이벌 호러 액션 게임  | Xbox360, PS3                    |
| 스키드러쉬                              | N플루토                           | 2007년 8월 1일   | 경주 게임                | 윈도우                          |
| 스파이크걸즈                            | 모르핀 스튜디오                   | 2009년 2월 5일   | 족구 스포츠 게임         | 윈도우                          |
| 아이리스 온라인                         | 이야소프트                        | 2010년 2월 10일  | MMORPG                   | 윈도우                          |
| 아크로드 2                              | 웹젠                              | 2013년 10월 15일 | MMORPG                   | 윈도우                          |
| 아틀란티카                              | 엔도어즈                          | 2008년 2월       | MMORPG                   | 윈도우                          |
| 에픽 미키                               | 정션 포인트 스튜디오              | 2010년 11월 25일 | 액션 어드벤처 게임       | Wii                             |
| 엘더 스크롤 3: 모로윈드                 | 베네스다 게임 스튜디오            | 2002년 5월 1일   | 액션 롤플레잉 게임       | 윈도우, Xbox                    |
| 엘더 스크롤 4: 오블리비언               | 베네스다 게임 스튜디오            | 2006년 3월 20일  | 액션 롤플레잉 게임       | 윈도우, Xbox360, PS3, 모바일 폰 |
| 엘로아                                  | 엔픽소프트                        | 미정             | MMORPG                   | 윈도우                          |
| 워해머 온라인: 에이지 오브 레커닝       | 미식 엔터테인먼트                 | 2008년 9월 18일  | MMORPG                   | 윈도우, 매킨토시                |
| 월드 오브 워크래프트                    | 블리자드 엔터테인먼트             | 2004년 11월 23일 | MMORPG                   | 윈도우, 매킨토시                |
| 어스토니시아 온라인                     | 손노리                            | 미정             | MMORPG                   | 윈도우                          |
| 엘 샤다이                               | 이그니션 도쿄                     | 2011년 4월 28일  | 액션 게임                | Xbox360, PS3                    |
| 오디션 2                                | 엔트로피                          | 2010년 6월 24일  | 리듬 게임                | 윈도우                          |
| 위 온라인                               | 구름                              | 2010년 11월 5일  | MMORPG                   | 윈도우                          |
| 제4구역                                 | 인포바인                          | 미정             | 대전 액션 게임           | 윈도우                          |
| 제라: 임페란 인트리그                   | 넥슨                              | 2006년 2월 15일  | MMORPG                   | 윈도우                          |
| 창세기전 4                              | 소프트맥스                        | TBA              | MMORPG                   | 윈도우                          |
| 천추 4                                  | 프롬소프트                        | 2008년 10월 23일 | 잠입 게임                | Wii, PSP                        |
| 카오스온라인                            | 네오액트                          | 2011년 11월 29일 | 액션 실시간 전략 게임    | 윈도우                          |
| 캐서린                                  | ATLUS                             | 2011년 2월 17일  | 퍼즐, 액션 어드벤처 게임 | PS3, Xbox360                    |
| 킹덤 언더 파이어 온라인: 아발란체       | 드래곤플라이                      | 2012년 예정      | 액션 게임                | 윈도우                          |
| 크레이지레이싱 에어라이더               | 로두마니 스튜디오                 | 2009년 7월 21일  | 경주 게임                | 윈도우                          |
| 파이터스 클럽                           | KOG                               | 2011년 12월 22일 | 액션 게임                | 윈도우                          |
| 파워레인저 온라인                       | 엔트리브 소프트                   | 미정             | 액션 게임                | 윈도우                          |
| 파인딩 네버랜드 온라인                  | X-레전드                          | 2010년 10월 28일 | MMORPG                   | 윈도우                          |
| 패 온라인                               | 와이디 온라인                     | 2010년 5월 20일  | MMORPG                   | 윈도우                          |
| 퍼펙트케이오                            | 네오위즈 게임즈                   | 2007년 11월 13일 | 대전 게임                | 윈도우                          |
| 펀치몬스터                              | 엔씨소프트                        | 2008년 3월 7일   | MMORPG                   | 윈도우                          |
| 폴아웃 3                                | 베네스다 게임 스튜디오            | 2008년 10월 28일 | 액션 롤플레잉 게임       | 윈도우, Xbox360, PS3            |
| 폴아웃: 뉴 베가스                       | 옵시디언 엔터테인먼트             | 2010년 10월 19일 | 액션 롤플레잉 게임       | 윈도우, PS3, Xbox360            |
| 퓨처라마                                | 유니크 디벨로프먼트 스튜디오      | 2003년 8월 1일   | 액션 게임                | PS2, Xbox, GameCube             |
| 허스키 익스프레스                       | 데브캣 스튜디오                   | 2009년 8월 11일  | 개썰매 경주 게임         | 윈도우                          |